# 渭源郡
渭源郡，中国南北朝时设置的郡。
西魏大统十七年（551年）置，“因渭水以为名”（《太平寰宇记》）。治所在渭源县（今甘肃省渭源县城北）。辖境相当今甘肃省渭源县一带。隋朝开皇三年（583年）废。 